# 钱币石韦
钱币石韦（学名：Pyrrosia nummulariifolia）为水龙骨科石韦属下的一个种。

## 扩展阅读
- 維基物種上的相關：钱币石韦